# Eutrepsia lithosiata
Eutrepsia lithosiata là một loài bướm đêm trong họ Geometridae.